# Елизавета Кристина Брауншвейг-Вольфенбюттельская
Елизавета Кристина Брауншвейг-Вольфенбюттельская (нем. Elisabeth Christine von Braunschweig-Wolfenbüttel; 28 августа 1691, Брауншвейг — 21 декабря 1750, Вена) — принцесса Брауншвейг-Вольфенбюттельская, супруга императора Карла VI и титулярная императрица Священной Римской империи. Мать эрцгерцогини Марии Терезии.

## Биография
Принцесса Елизавета Кристина была первым ребёнком в семье герцога Людвига Рудольфа Брауншвейг-Вольфенбюттельского и его супруги Кристины Луизы Эттингенской.
Дед Елизаветы Кристины Антон Ульрих Брауншвейг-Вольфенбюттельский сумел уговориться с императрицей Амалией Вильгельминой Брауншвейг-Люнебургской о помолвке своей 13-летней внучки с Карлом. Воспитанная в протестантском вероисповедании невеста некоторое время сопротивлялась свадьбе, не желая принимать католичество, но затем сдалась, в том числе благодаря уговорам тётки Генриетты Кристины, аббатисы Гандерсгейма, и перешла в католичество 1 мая 1707 года в Бамберге.
В 1708 году молодые поженились в Барселоне. В 1711 году умер император Иосиф I. Карл, не видевший у Елизаветы Кристины каких-либо способностей в политических делах, тем не менее оставил супругу наместницей в Испании, а сам отправился в Вену короноваться императором. Елизавета Кристина покинула Испанию в 1713 году.
Единственный и долгожданный сын Карла и Елизаветы Кристины Леопольд Иоганн умер вскоре после рождения. Из четырёх детей Елизаветы Кристины дожили до взрослого возраста только двое. Дочь Мария Анна умерла при родах. Через выжившую дочь Марию Терезию Елизавета Кристина является родоначальницей ветви Габсбургов-Лотарингских. Похоронена в Императорской усыпальнице в Вене.
Дочь Мария Терезия также не позволяла матери участвовать в управлении, хотя и уважала её. Однако Елизавете Кристине удалось устроить брак своей племянницы Елизаветы Кристины Брауншвейгской с королём Пруссии Фридрихом II и своего племянника Антона Ульриха Брауншвейгского с Анной Леопольдовной.

## Потомки
- Леопольд Иоганн (1716—1716), эрцгерцог Австрийский
- Мария Терезия (1717—1780), эрцгерцогиня Австрии, королева Венгрии и Богемии, замужем за Францем I Стефаном Лотарингским
- Мария Анна (1718—1744), эрцгерцогиня Австрийская, замужем за Карлом Александром Лотарингским
- Мария Амалия (1724—1730), эрцгерцогиня Австрийская